# Svanatjärnarna (Malå socken, Lappland, 721715-163560)
Svanatjärnarna är en sjö i Malå kommun i Lappland och ingår i Umeälvens huvudavrinningsområde.